# Disconectes picardi
Disconectes picardi är en kräftdjursart som först beskrevs av Amar 1957.  Disconectes picardi ingår i släktet Disconectes och familjen Munnopsidae. Inga underarter finns listade i Catalogue of Life.